# سيارة شرطة

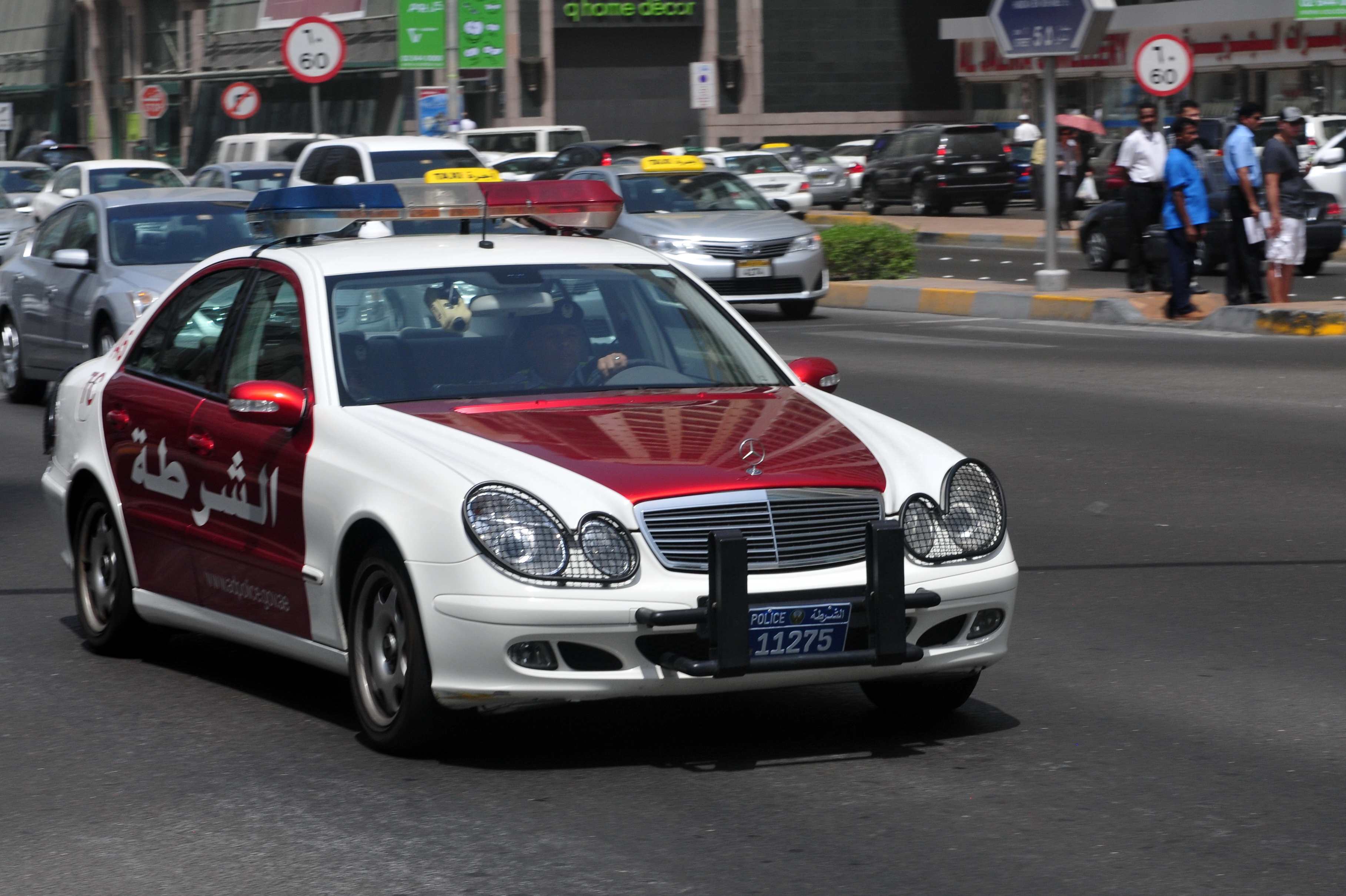
سيارة شرطة بأبي ظبي

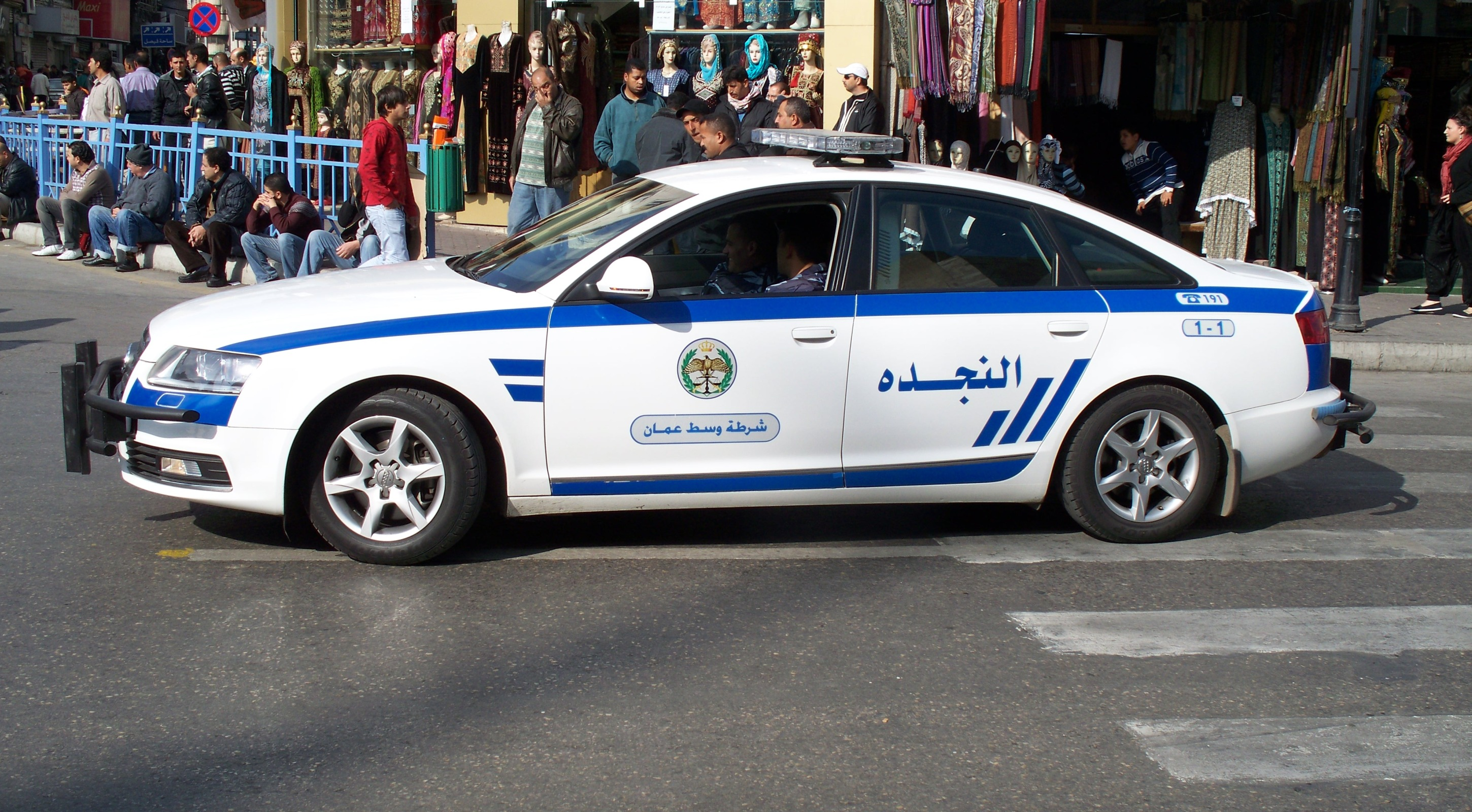
سيارة من طراز « أودي » بعمّان تابعة لشرطة النجدة.

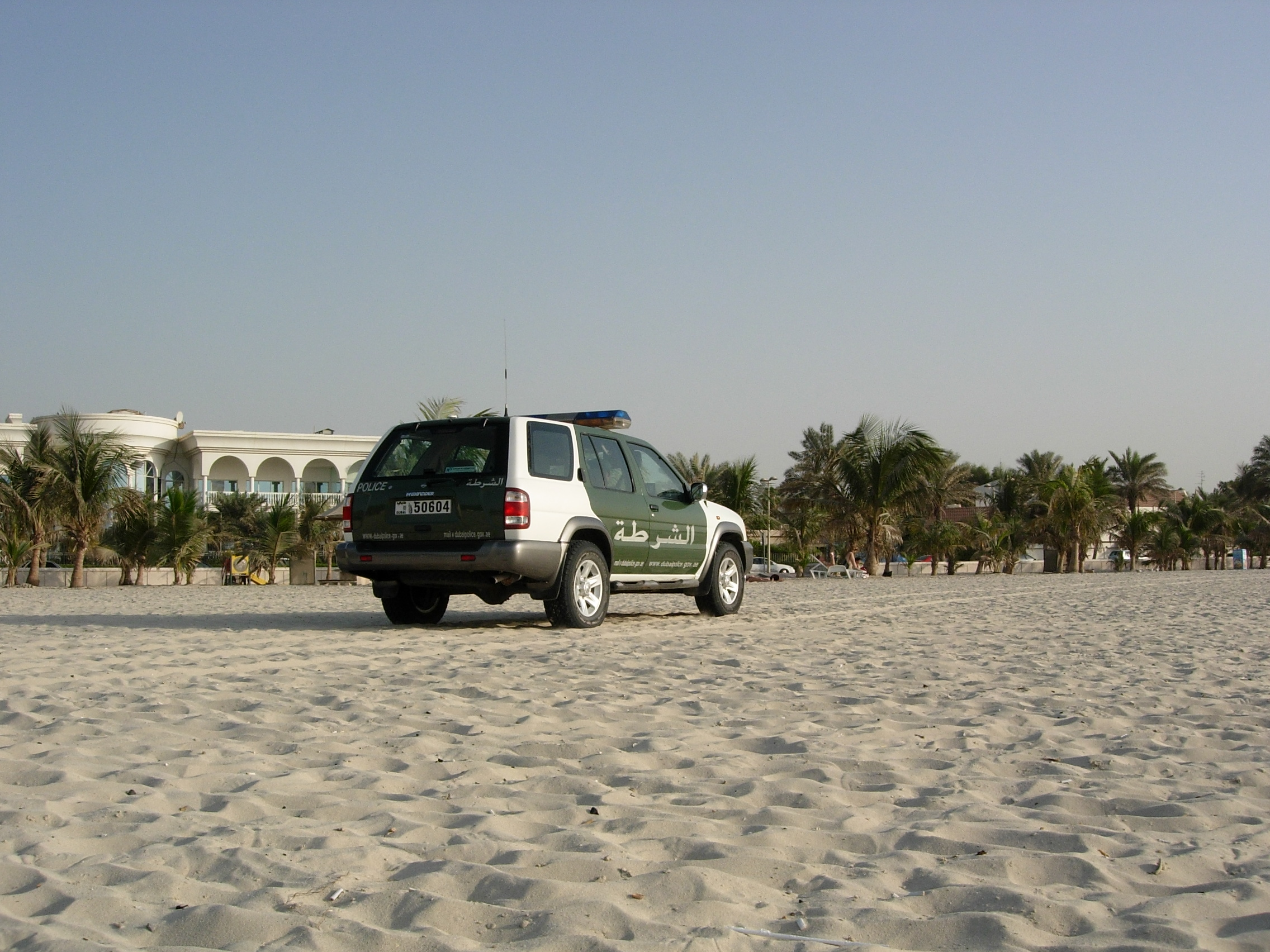
دورية بأحد شواطئ دبي

سيارة الشرطة هي سيارة تستخدمها الشرطة للمساعدة في القيام بواجبهم والاستجابة للحوادث، ولهذه السيارة العديد من الاستخدامات. لنقل المشتبه بهم أو للقيام بدوريات في المنطقة وهي تساعد على الحد من الجرائم والسرقات، وتستعمل في الدَّوْرِيَّةُ حيث أن العسَسُ يطوفون بها ليلاً .
أول سيارة شرطة كانت في شوارع أكرون، أوهايو في عام 1899.

## الاستخدام
في بعض المناطق من العالم، أصبحت سيارة الشرطة أكثر استخداما من ضباط الشرطة

## الأنماط الوظيفية
هنالك وظائف كثيرة لسيارات الشرطة منها:

## سيارة الدورية
هي السيارة التي تحل محل المشي والتجوال، أي هي السيارة الجوالة التي تنقل المعلومات بين ضباط الشرطة
. وطبيعية واجباتهم (مثل أخذ البيانات أو الزيارات والتحذيرات).

### مفتش الشرطة إريك غونزاليس
مركبة مفتش الشرطة إيريك غونزاليس هي وسيلة إنفاذ القانون التي قدمها إيريك غونزاليس. المعروفة أيضا باسممركبة إريك غونزاليس الشرطية ، كانت واردة في اثنين سرقة السيارات الكبرى الألعاب،

## معرض صور

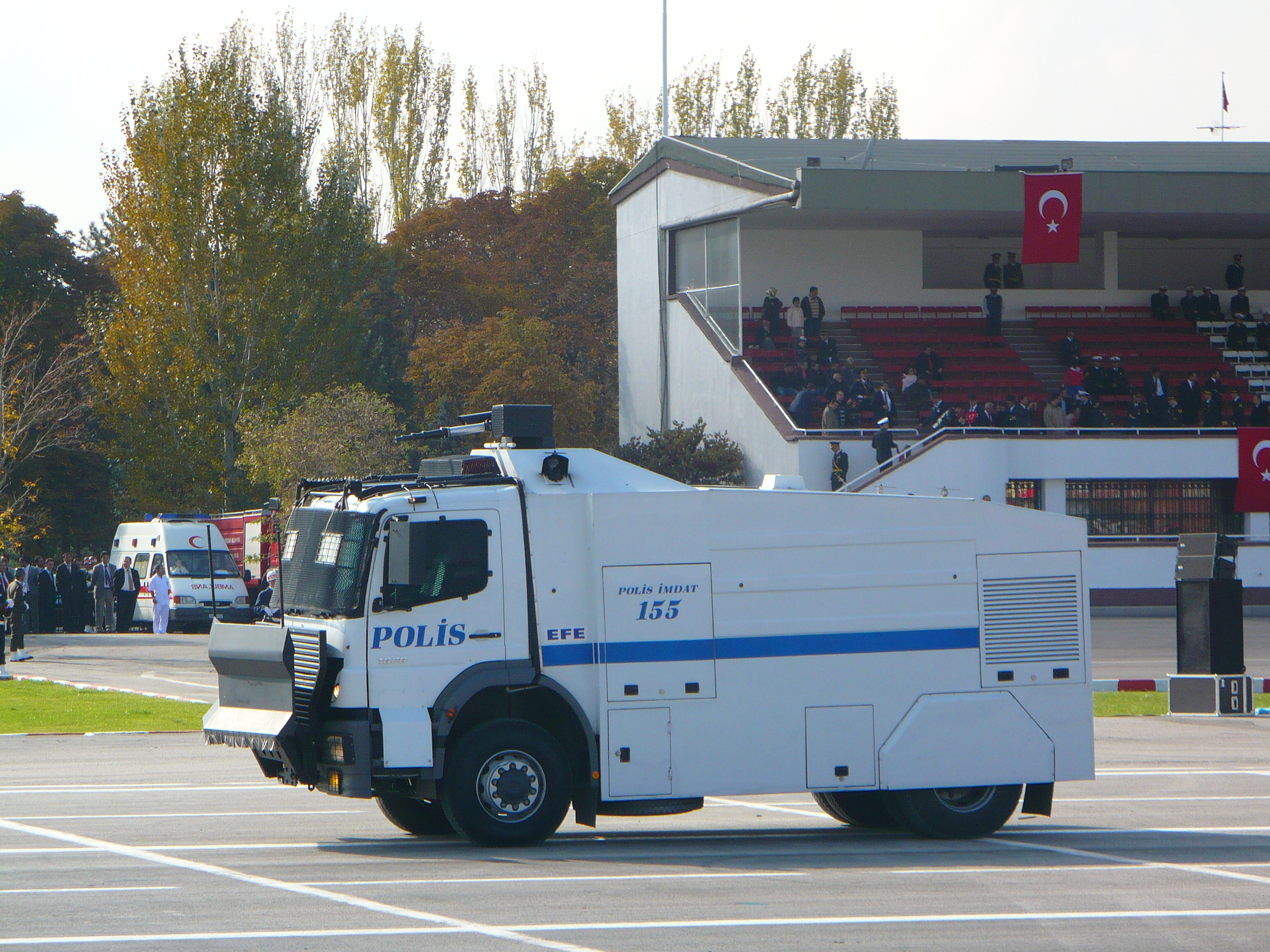
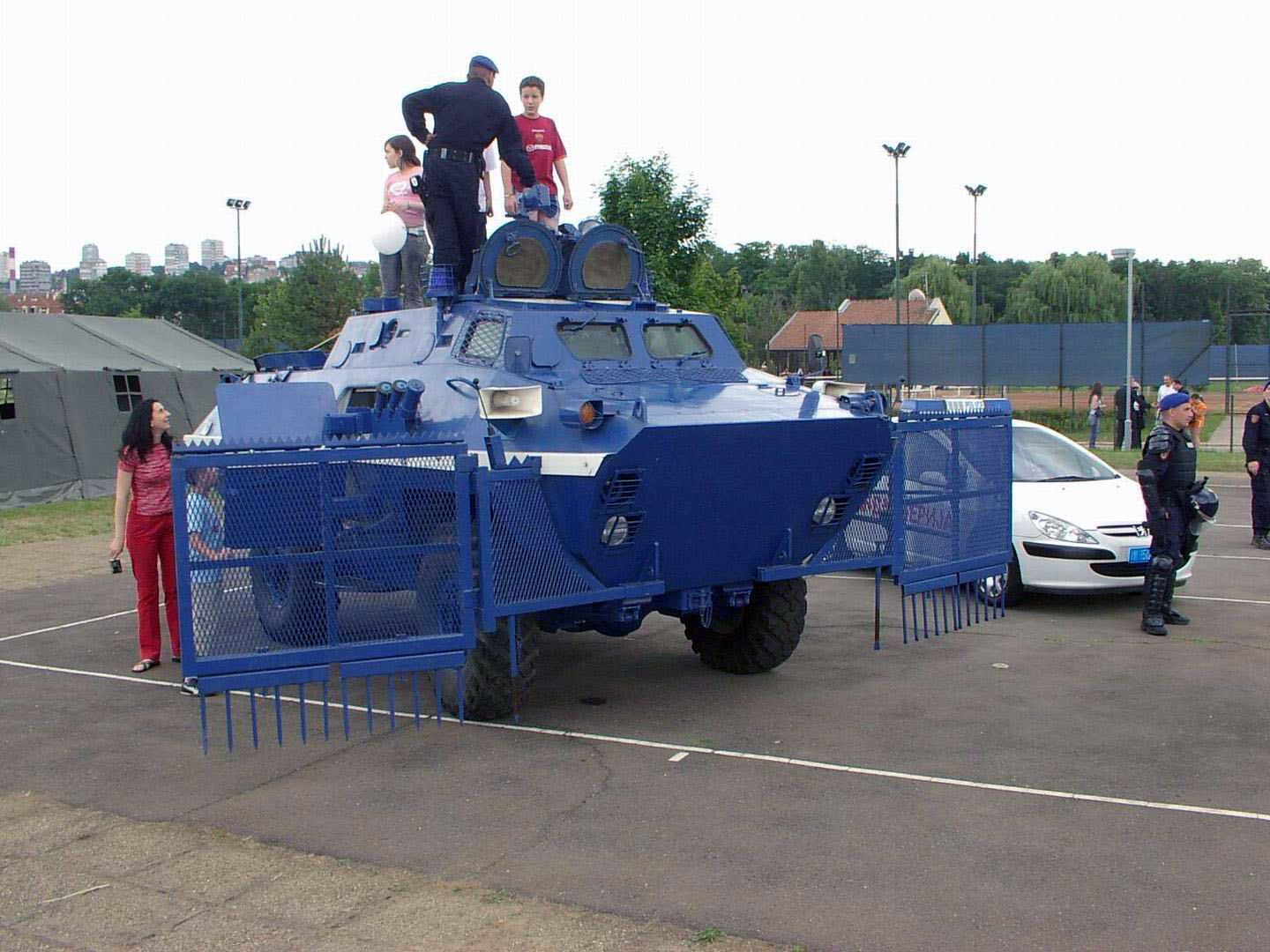
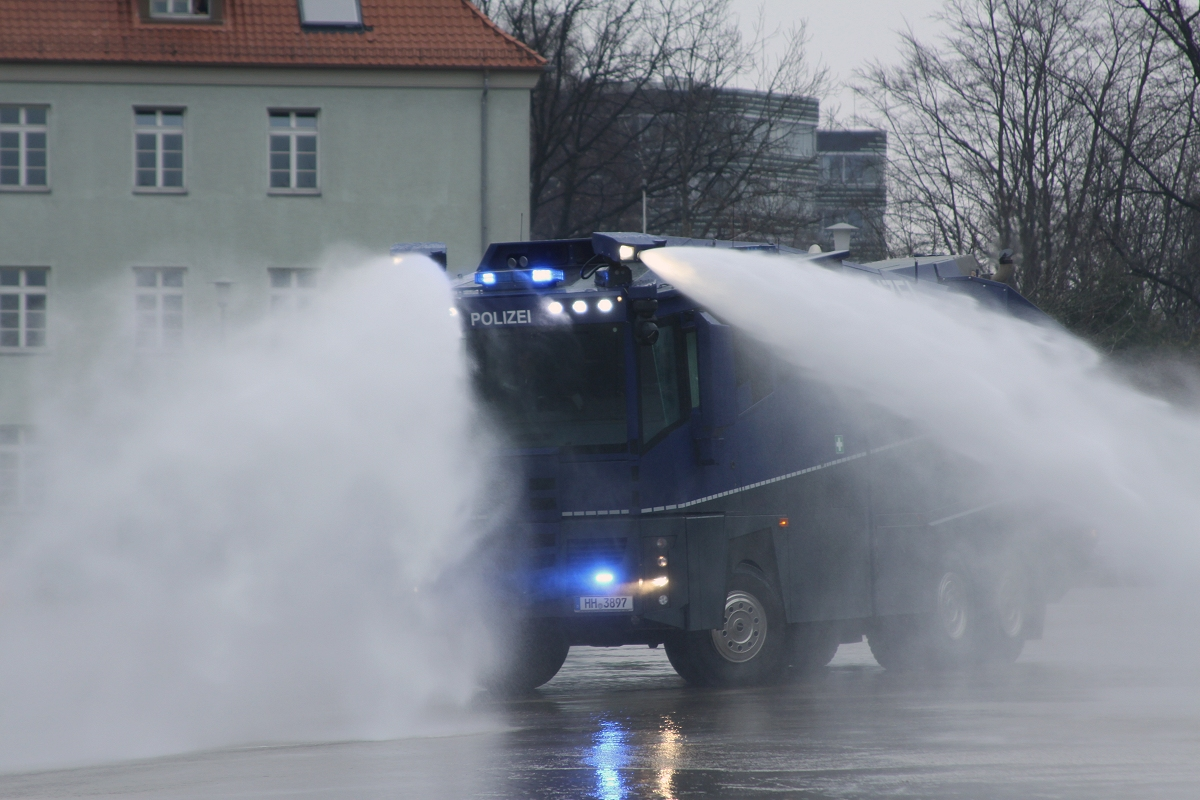

## وصلات خارجية
- Police car showrooms from various manufacturers:
  - Ford (site will load only under HTTPS, but no sensitive information is required to view)
  - General Motors
  - Volvo
- Article on the new police edition Dodge Charger—نيويورك تايمز
- NYPD siren sounds—نيويورك تايمز
- Restored examples of many types of UK police vehicles
- uk police cutbacks latest police car unveiled
- Police Cars Collection Photos
- visual.merriam-webster.com نسخة محفوظة 24 سبتمبر 2017 على موقع واي باك مشين.